# Micaela Navarro
Micaela Navarro Garzón (Andújar, 2 de septiembre de 1956) es una política socialista española, presidenta del PSOE entre 2014 y 2016 y vicepresidenta segunda del Congreso de Diputados entre 2016 y 2019.
Ha sido consejera de Igualdad y Bienestar Social de la Junta de Andalucía (2004-2012), concejala en el Ayuntamiento de Andújar (1991-1996), senadora por la provincia de Jaén (1996-2000) y diputada Congreso de los Diputados por Jaén (2000-2004).

## Biografía
Micaela Navarro Garzón nació en Andújar (provincia de Jaén) en 1956. Madre de dos hijas. 

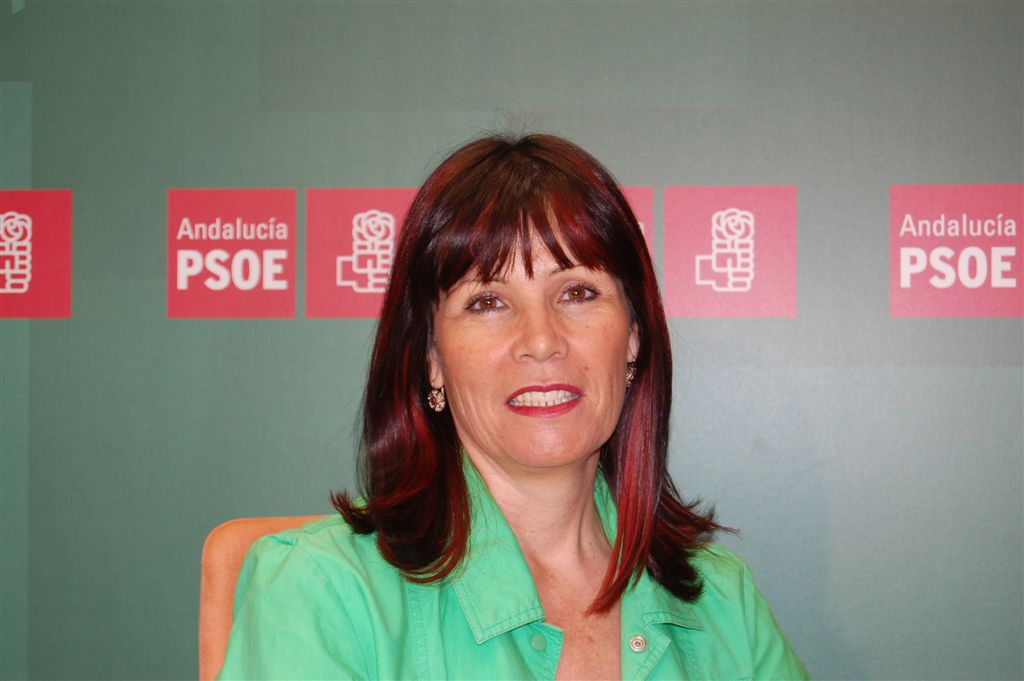
Fotografía de Micaela Navarro

A finales de la década de 1980, Micaela Navarro comenzó su actividad política dentro de los movimientos vecinales de su barrio, Puerta de Madrid. Pasado un tiempo comenzó a participar en política dentro de las siglas del PSOE de Andújar.
En 1991 entró como concejala en el Ayuntamiento de Andújar en donde ocupó la Concejalía de la Mujer y Servicios Sociales.
Es elegida en 1994 miembro de la ejecutiva provincial del PSOE de Jaén, repitiendo en 1997.
En la legislatura 1996-2000, se convierte en senadora electa por Jaén, periodo en el que ejerció la portavocía de la Comisión Mixta de los Derechos de la Mujer. Asimismo, formó parte como vocal de distintas comisiones del Senado, como la Comisión de Justicia, la Comisión de Sanidad y Asuntos Sociales y la Comisión de Trabajo y Seguridad Social.
Dentro de la Comisión Ejecutiva Federal del PSOE, Micaela Navarro ha estado al frente de la Secretaría de Participación de la Mujer (1997-2000) y de la Secretaría de Igualdad (2000-2004).
En el 2000 es elegida diputada por Jaén, ocupándose de la portavocía de la Comisión Mixta de los Derechos de la Mujer. Esta comisión se encargó en esa legislatura de la Ley Orgánica de Medidas de Protección Integral contra la Violencia de Género.
En las elecciones generales de marzo de 2004, Micaela Navarro encabeza la lista del PSOE por la circunscripción de Jaén. Al poco de ser electa tiene que dejar el Congreso de los Diputados al ser nombrada por el presidente de la Junta de Andalucía, Manuel Chaves, consejera para la Igualdad y Bienestar Social.
En 2008, fue elegida parlamentaria autonómica por Jaén, y nombrada para desempeñar la misma Consejería durante la VII Legislatura.
En 2015 encabezó la lista del PSOE por Jaén a las elecciones generales, fue elegida diputada y vicepresidenta del Congreso. En las Elecciones generales de España de abril de 2019 resultó elegida como senadora por la provincia de Jaén.

## Presidenta del PSOE
En el Congreso Extraordinario Federal del PSOE, que se celebró entre el 26 y 27 de julio de 2014, fue designada presidenta del PSOE.
Fue destituida como Presidenta del PSOE en junio de 2017, tras la vuelta a la secretaría general de Pedro Sánchez. Fue la presidenta del Partido Socialista Obrero Español de Andalucía hasta 2021. 

## Libros: Participación en obras colectivas
1. “Las políticas de igualdad”. En Mujeres: igualdad y libertad: un homenaje a Enriqueta Chicano / coord. por Cruz Sánchez de Lara Sorzano, 2007, ISBN 978-84-470-2835-1, pags. 35-44.
2. “Por un mundo compartido”. En Globalización y mujer / coord. por María Dolors Renau i Manén; 2002, ISBN 84-95886-04-9, pags. 1-6
3. “El nuevo papel de las mujeres como eje de las políticas de bienestar”. En “Estado de bienestar y socialdemocracia: ideas para el debate”- Tomás Fernández García (dir.), Manuel Marín Sánchez (dir.), 2002, ISBN 84-206-4466-8, pags. 279-290
4. “Bilbao: Mujer y sindicato”. Micaela Navarro Garzón, Inés Alberdi Alonso y Txaro Arteaga Ansa. En “El futuro, la sociedad, el sindicato: jornadas de debate”, 1998, ISBN 84-95071-02-9, pags. 9-56
5. “Globalización y mujer”. Coord. por María Dolors Renau i Manén, Fundación Pablo Iglesias, 2002. ISBN 84-95886-04-9
6. “Las mujeres en la construcción del mundo contemporáneo”. Editado por la Diputación Provincial de Cuenca. Año 2002. ISBN 84-96025-07-1